# Référencement cinématographique de la Motion Picture Association of America
 (septembre 2014).
Si vous disposez d'ouvrages ou d'articles de référence ou si vous connaissez des sites web de qualité traitant du thème abordé ici, merci de compléter l'article en donnant les références utiles à sa vérifiabilité et en les liant à la section « Notes et références ».

Logo de MPA

Le référencement cinématographique de la Motion Picture Association (MPA) est utilisé aux États-Unis pour noter la pertinence d'un film pour certains publics, en se basant sur son contenu.

## Présentation
Ce système est créé en 1968 par Jack Valenti, qui deviendra le président de la MPA en 1972.
Ce référencement n'est pas une obligation légale : des films peuvent sortir au cinéma sans pour autant avoir été notés au préalable, bien que beaucoup de salles refusent de diffuser des films non référencés. Les non-membres de la MPA soumettent également leurs films à la notation. D'autres médias (tels que la télévision ou les jeux vidéo) peuvent être notés par d'autres autorités. Le référencement cinématographique de la MPA est l'un des nombreux systèmes de référencement utilisés pour aider les parents à décider si le contenu d'un film est approprié ou pas pour leurs enfants.
Le référencement cinématographique de la MPAA est dirigé par la Classification & Ratings Administration (CARA), une agence indépendante.

## Classification
La classification américaine est divisée en 5 niveaux :
- G – General Audiences : Tout public. Tous âges admis. Aucun contenu susceptible d'offenser les parents.

- PG – Parental Guidance Suggested : Certains contenus peuvent ne pas convenir aux enfants. Les parents sont encouragés à fournir des conseils parentaux. Certains contenus pourraient ne pas convenir aux jeunes enfants.
- PG-13 – Parents Strongly Cautioned : Certains contenus peuvent être inappropriés pour les enfants de moins de 13 ans. Les parents sont invités à la prudence.
- R – Restricted : Les moins de 17 ans doivent être accompagnés d'un parent ou d'un tuteur adulte. Contient du contenu réservé aux adultes. Il est conseillé aux parents de se renseigner sur le film avant d'emmener leurs jeunes enfants.

- NC-17 – Adults Only : Interdit aux moins de 17 ans. Réservé aux Adultes. Les enfants ne sont pas admis.

### Symboles 1

### Symboles 2